# Андорра на літніх Олімпійських іграх 1988
Андорра брала участь у Літніх Олімпійських іграх 1988 року у Сеулі (Південна Корея), але не завоювала жодної медалі. Країну представляли 3 спортсмени у двох видах спорту (3 чоловіки).

## Результати

### Легка атлетика
- Йосеп Ґрейллс
біг на 800 метрів
біг на 1500 метрів

### Велоспорт
- Емілі Перез
групова шосейна гонка — 9 місце

- Ксав'єр Перез
групова шосейна гонка — 59 місце